# Aljaksandra Tarassawa
Aljaksandra Jauhenauna „Sascha“ Tarassawa (belarussisch Аляксандра Яўгенаўна Тарасава; * 23. Juni 1988 in Hrodna, Weißrussische SSR, Sowjetunion) ist eine belarussische Basketballnationalspielerin. Die 1,70 m große Athletin spielt auf der Position des Point Guard.

## Karriere
Sie war bereits in fünf europäischen Ligen unter Vertrag: In der Türkei bei Ceyhan Belediyespor, in der Slowakei bei MBK Ruzomberok, in Tschechien bei VS Prag, in Belarus bei BC Harysont Minsk und in Deutschland bei der BG Donau-Ries in Nördlingen.
Anfang 2014 wechselte sie vom belarussischen Verein BC Harysont Minsk, mit dem sie den Pokalsieg errang, zum deutschen Erstligisten Nördlingen. Zur Saison 2014/15 wurde sie vom deutschen Serienmeister TSV Wasserburg verpflichtet, konnte aber wegen eines während der WM gegen Korea  erlittenen Kreuzbandrisses kein Spiel für Wasserburg bestreiten. Unter dem neuen Trainer René Spandauw verpflichteten die Halle Lions Aljaksandra Tarassawa für die Saison 2015/2016.
Seit 2017 spielt sie bei den TK Hannover Luchse in der 1. Damen-Basketball-Bundesliga.

## Internationale Erfahrung
Bei den Vereinen in Minsk, Prag und Ruzomberok sammelte sie in Eurocup und Euro-League internationale Erfahrungen. Mit der Nationalmannschaft von Belarus spielte sie Welt- und Europameisterschaften.

## Erfolge
- 2009 Vizemeister in der tschechischen Meisterschaft mit VS Praha
- 2011 Vizemeister in der tschechischen Meisterschaft mit VS Praha
- 2012 Dritte der belarussischen Meisterschaft mit BC Harysont Minsk
- 2014 Pokalsieger in Belarus mit BC Harysont Minsk